# Helbing Kümmel
Helbing Kümmel ist ein Kümmelschnaps (niederdeutsch „Köm“) der Hamburger Heinrich Helbing GmbH, einem Unternehmen der Borco-Marken-Import GmbH & Co. KG. Hergestellt wird Helbing Kümmel aus dem Samen des Wiesenkümmels (Carum carvi) sowie Getreidealkohol.
Nach Informationen der Welt am Sonntag werden pro Jahr mehr als 750.000 Flaschen der Spirituose abgefüllt, die Fachpublikation Getränkezeitung schätzt den Umsatz sogar auf rund eine Million Flaschen jährlich, die hauptsächlich im norddeutschen Raum konsumiert werden. Zunehmend jedoch wird Kümmelschnaps auch im gesamten deutschen Bundesgebiet sowie im Ausland getrunken oder zum Kochen und Backen verwendet. Als einziger Kümmelschnaps wird Helbing in die USA exportiert, wo er vorrangig von deutschstämmigen Auswanderern getrunken wird.
In Deutschland ist Helbing Kümmel mit einem Marktanteil von rund 41 % (laut ACNielsen) im Kümmelsegment absoluter Marktführer.
Inoffiziell wird Helbing Kümmel als Nationalgetränk Hamburgs bezeichnet. Im Hamburger Rathaus wird der Kümmelschnaps bei allen offiziellen Anlässen serviert.

## Geschichte
Die Geschichte der Heinrich Helbing GmbH geht auf die im thüringischen Gangloffsömmern lebende Schnapsbrenner- und Brauerfamilie Helbing zurück. Der 1730 geborene Sohn Samuel Ernst Helbing zog später nach Dresden, wo er den Kaufmann und Sklavenhändler Heinrich Carl von Schimmelmann kennenlernte, dem Besitzer von Schloss Ahrensburg. Als Schimmelmann einen Schnapsbrenner und Bierbrauer suchte, erinnerte er sich an seinen Bekannten Helbing, holte diesen nach Ahrensburg und übertrug ihm die Aufgabe, einen „typisch norddeutschen Schnaps“ zu brennen. Auf seiner Suche nach regionalen Aromen stieß Helbing auf den Kümmel. Zunächst Pächter der Brennerei und Brauerei des Gut Wandsbek, das sich ebenfalls in Besitz Schimmelmanns befand, erhielt Helbing 1778 das Erbgrundrecht auf Brennerei und Brauerei zugesprochen. Der zweite Sohn Samuel Ernst Helbings, Johann Christian Helbing, kaufte seinem Vater 1801 die Gutsbrauerei in Wandsbek bei Hamburg ab, während der erste Sohn, Carl Matthias Helbing, die mittlerweile ebenfalls erworbene Brauerei „Hopfenkarre“ in Wandsbek erbte.
Als zweiter Sohn von Carl Mattias Helbing hatte Johann Peter Hinrich Helbing, ebenfalls Brennmeister, später jedoch keine Möglichkeit, die väterliche Brauerei zu übernehmen. Am 14. Februar 1836 gründete er daraufhin seine eigene Helbingsche Dampfkornbrennerei und entwickelte die Rezepturen seines Großvaters weiter zum heute bekannten Helbing Kümmel. Nach dem Tod des Firmengründers 1857 dümpelten die Geschäfte aufgrund von Uneinigkeiten innerhalb der Familie zunächst vor sich hin, ehe 1861 der zweitjüngste Sohn Christoph Heinrich Helbing (geb. 1832) die Brennerei übernahm und die Hefeproduktion als zweites Standbein integrierte. Zudem nutzte Christoph Heinrich Helbing (geb. 1832) die Abfallprodukte der Brennerei als Futtermittel für Nutztiere und baute in Wandsbek und Barmbek ein landwirtschaftliches Gut auf, das er nach seiner Ehefrau Sophie Margarete Helbing, geborene Holst, Sophienhof nannte.
Nach dem plötzlichen Tod Christoph Heinrich Helbings (geb. 1832) mit nur 54 Jahren am 10. Oktober 1886 übernahm dessen Witwe Sophie Margarete Helbing gemeinsam mit ihrem ältesten Sohn Christoph Heinrich Helbing (geb. 1863) sowie zwei Schwiegersöhnen das Unternehmen mit seinen rund 400 Beschäftigten und 14 Dampfmaschinen und galt drei Jahre später im Rahmen der Pariser Weltausstellung 1889 als größtes Spirituosenunternehmen des Deutschen Kaiserreichs. Dies lag auch am Exportgeschäft in die Kolonien, hier verkaufte Helbing unter anderem unter dem Markennamen „Helbings Germania Spirits“. Die Debatten über die Folgen der zunehmenden Alkoholsucht der afrikanischen Bevölkerung in den Kolonien wurden 1894 sogar im Reichstag geführt. Ende des 19. Jahrhunderts hatte die Firma Niederlassungen in Liverpool, London und Paris.

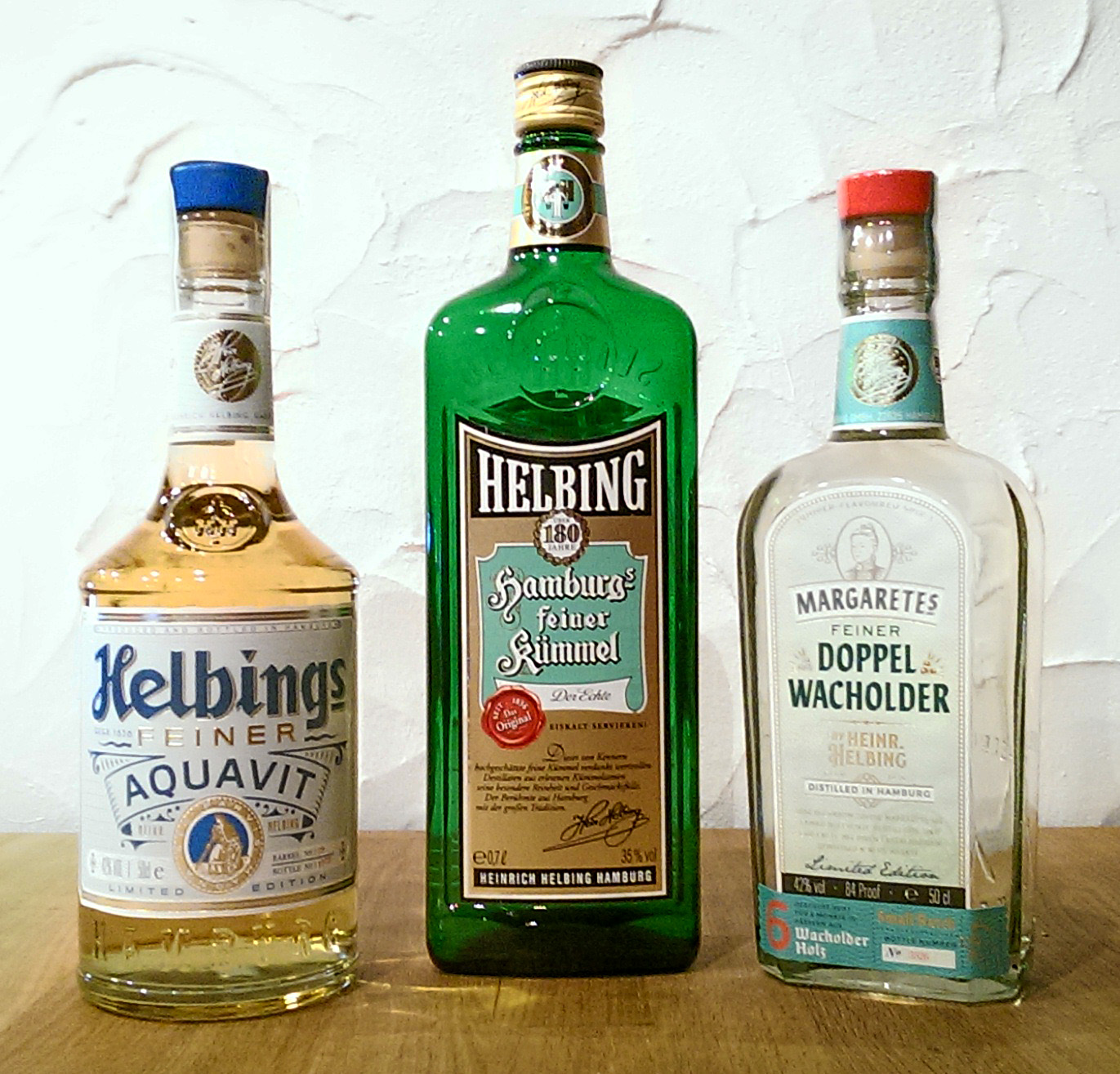
Helbing Aquavit, Helbing Kümmel und Margaretes Feiner Doppelwacholder

Kurz vor der Jahrhundertwende wurde aus dem Familienunternehmen eine Aktiengesellschaft mit dem Namen Helbingsche Dampf-Kornbrennerei und Presshefe-Fabriken AG und wurde 1919 in die Ostwerke AG integriert und innerhalb dieser Holding wieder in Heinrich Helbing GmbH umfirmiert. 1927 wurde die Heinrich Helbing GmbH der Norddeutschen Hefewerke GmbH angeschlossen, aus der sich mit der Deutschen Hefewerke GmbH einer der größten Hefeproduzenten Europas entwickelte. Der Betrieb in Wandsbek gehört jetzt zur Ohly GmbH.
1974 übernahm die Hamburger Familie Matthiesen als Inhaber des Unternehmens Borco-Marken-Import Matthiesen GmbH & Co. KG die Brennerei sowie die Marke „Helbing“ und leitet seitdem die Geschicke der Heinrich Helbing GmbH.
Während unter dem Namen Helbing um die Jahrhundertwende herum verschiedene Spirituosen auf dem Markt erhältlich waren, wurde zuletzt ausschließlich noch der Helbing Kümmel produziert. Dies änderte sich erst im Jahr 2015, als die Firma Borco-Marken-Import an die Tradition anknüpfte und mit Helbing Aquavit sowie ab 2019 Margaretes feiner Doppelwacholder alte Rezepturen neu aufleben ließ.
Das Markenzeichen (Wasserträger) von Helbing Kümmel ist abgeleitet vom Hamburger Original Hans Hummel.